# Pseudoredtenbacheria
Pseudoredtenbacheria är ett släkte av tvåvingar. Pseudoredtenbacheria ingår i familjen parasitflugor.
Kladogram enligt Catalogue of Life:
| Pseudoredtenbacheria | \| \| Pseudoredtenbacheria brasiliensis \| \| \| \| \| \| Pseudoredtenbacheria succincta \| \| \| \| |
|                      | \| \| Pseudoredtenbacheria brasiliensis \| \| \| \| \| \| Pseudoredtenbacheria succincta \| \| \| \| |
|                      | Pseudoredtenbacheria brasiliensis                                                                    |
|                      | |
|                      | Pseudoredtenbacheria succincta                                                                       |
|                      | |